# Altuf'evskij
Il quartiere Altuf'evskij (in russo Алтуфьевский район?) è un quartiere di Mosca sito nel Distretto Nord-orientale.
Creato nel 1991 per unione dei microquartieri Beskudnikovo-2 (scorporato dal quartiere Timirjazevskij) e Bibirevo-10 (scorporato dal quartiere Kirovskij), prende il nome dalla principale via che lo attraversa, la Altuf'evskoe Šosse. Il nome non risulta avere relazioni dirette con il villaggio di Altuf'evo che si trovava nell'area dell'attuale quartiere Lianozovo.
Dalla fine del XVI secolo all'inizio del XX secolo l'area oggi occupata dal quartiere ospitava gli abitati di Bibirevo, Slobodka e Vorobëvo. Nel 1779 Slobodka contava 64 abitanti, 153 nel 1862.
Il territorio del quartiere è confluito nel comune di Mosca nel 1960.